# 7253 Nara
För andra betydelser, se Nara.
7253 Nara eller 1993 CL är en asteroid i huvudbältet som upptäcktes den 13 februari 1993 av den japanska amatörastronomen Fumiaki Uto vid Kashihara-observatoriet. Den är uppkallad efter Nara prefektur och dess residensstad Nara.
Asteroiden har en diameter på ungefär 22 kilometer.